# Mitocași
Mitocași – wieś w Rumunii, w okręgu Suczawa, w gminie Mitocu Dragomirnei. W 2011 roku liczyła 737 mieszkańców. 